# جورجيوس اناتولاكيس
جورجيوس اناتولاكيس (باليونانية: Γιώργος Ανατολάκης)‏ (16 مارس 1974 بسلانيك في اليونان - ) هو سياسي ولاعب كرة قدم يوناني في مركزي الدفاع وقلب الدفاع. شارك مع منتخب اليونان لكرة القدم. أما مع النوادي، فقد لعب مع نادي أتروميتوس ونادي أولمبياكوس ونادي إيراكليس.

## مسيرته الكروية
لعب جورجيوس اناتولاكيس خلال مسيرته الاحترافية مع 3 أندية في سبعة عشر موسمًا وسجل خلالها 14 هدفًا ضمن 406 مباراة. حيث فاز في ثلاثة مواسم بالكأس وفي عشرة مواسم بالدوري.
خاض جورجيوس اناتولاكيس مسيرته مع نادي إيراكليس في موسم 1992–93 ليلعب معه خمسة مواسم، مشاركًا في 134 مباراة سجل خلالها 4 أهداف. ثم انتقل إلى نادي أولمبياكوس في موسم 1996–97 ليلعب معه أحد عشر موسمًا، حيث شارك في 248 مباراة سجل خلالها 10 أهداف. لينتقل بعدها إلى نادي أتروميتوس في موسم 2007–08 لمدة موسم واحد، مشاركًا في 24 مباراة ولم يسجل أي هدف.

## روابط خارجية
- جورجيوس اناتولاكيس على موقع قاعدة بيانات كرة القدم.إي يو (الإنجليزية)
- جورجيوس اناتولاكيس على موقع ناشيونال فوتبول تيمز (الإنجليزية)